# Plaça de la Catedral de Girona
La Plaça de la Catedral de Girona és una obra del municipi de Girona inclosa en l'Inventari del Patrimoni Arquitectònic de Catalunya. És un espai molt reduït, de forma rectangular, delimitat de nord a sud pel Portal de Sobreportes i el carrer de la Força, i d'est a oest per les escales de la Catedral de Girona i el Palau de Justícia. Segueix una lleugera pendent i no presenta cap element escultòric o natural. El paviment està format per llambordes.

## Història
Tots els edificis que envolten la plaça mereixen un estudi detallat degut a la seva qualitat o història. Primitivament la plaça de la Catedral era un punt més en llarg camí que permetia el trànsit terrestre dels homes de més enllà de les muntanyes fins a l'interior de la península (la via Augusta en temps dels romans). En el segle V una capella, anomenada de Sant Genís, es trobava a ponent de l'escalinata al davant de la casa on avui hi ha el bar l'Arc. La capella era possessió del monestir de Sant Pere de Roda segons una butlla del Papa Benet VI. L'any 1604 fou enderrocada i les seves teules aprofitades per l'obra de la Seu.
Tanmateix existia una altra capella construïda en època romànica. Es tractava del temple de Santa Maria de les Puelles, esmentada en un document de l'any 1083 i que s'emplaçava a l'altre costat de la plaça, dins de l'antic Palau de Justícia de Girona o Casa Pastors, prop de la muralla de les Ballesteries. L'any 1245 a la capella hi havia establerta una confraria; el 1401 es coneix l'existència de dos altars, un dedicat a Santa Maria i l'altre a Sant Martí. La seva demolició va tenir lloc l'any 1724.